# Penicillaria plumbea
Penicillaria plumbea är en fjärilsart som beskrevs av Walker 1865. Penicillaria plumbea ingår i släktet Penicillaria och familjen nattflyn. Inga underarter finns listade i Catalogue of Life.